# Georgetown (Carolina del Sur)
Georgetown es una ciudad situada en el estado de Carolina del Sur, en los Estados Unidos.Es sede del condado homónimo. La ciudad, en el año 2000 tiene una población de 8.950 habitantes en una superficie de 18.6 km², con una densidad poblacional de 528.4 personas por km². 

## Geografía
Georgetown se ubica en las coordenadas 33°22′3″N 79°17′38″O / 33.36750, -79.29389. Según la Oficina del Censo, la ciudad tiene un área total de 18,6 km² (7,2 mi²), de la cual 16,9 km² (6,5 mi²) es tierra y 1,6 km² (0,6 mi²) (8.79%) es agua.

### Clima
| Parámetros climáticos promedio de GEORGETOWN CO AP, Carolina del Sur (normales 1991–2020) | Parámetros climáticos promedio de GEORGETOWN CO AP, Carolina del Sur (normales 1991–2020) | Parámetros climáticos promedio de GEORGETOWN CO AP, Carolina del Sur (normales 1991–2020) | Parámetros climáticos promedio de GEORGETOWN CO AP, Carolina del Sur (normales 1991–2020) | Parámetros climáticos promedio de GEORGETOWN CO AP, Carolina del Sur (normales 1991–2020) | Parámetros climáticos promedio de GEORGETOWN CO AP, Carolina del Sur (normales 1991–2020) | Parámetros climáticos promedio de GEORGETOWN CO AP, Carolina del Sur (normales 1991–2020) | Parámetros climáticos promedio de GEORGETOWN CO AP, Carolina del Sur (normales 1991–2020) | Parámetros climáticos promedio de GEORGETOWN CO AP, Carolina del Sur (normales 1991–2020) | Parámetros climáticos promedio de GEORGETOWN CO AP, Carolina del Sur (normales 1991–2020) | Parámetros climáticos promedio de GEORGETOWN CO AP, Carolina del Sur (normales 1991–2020) | Parámetros climáticos promedio de GEORGETOWN CO AP, Carolina del Sur (normales 1991–2020) | Parámetros climáticos promedio de GEORGETOWN CO AP, Carolina del Sur (normales 1991–2020) | Parámetros climáticos promedio de GEORGETOWN CO AP, Carolina del Sur (normales 1991–2020) |
| Mes                                                                                       | Ene.                                                                                      | Feb.                                                                                      | Mar.                                                                                      | Abr.                                                                                      | May.                                                                                      | Jun.                                                                                      | Jul.                                                                                      | Ago.                                                                                      | Sep.                                                                                      | Oct.                                                                                      | Nov.                                                                                      | Dic.                                                                                      | Anual                                                                                     |
| ----------------------------------------------------------------------------------------- | ----------------------------------------------------------------------------------------- | ----------------------------------------------------------------------------------------- | ----------------------------------------------------------------------------------------- | ----------------------------------------------------------------------------------------- | ----------------------------------------------------------------------------------------- | ----------------------------------------------------------------------------------------- | ----------------------------------------------------------------------------------------- | ----------------------------------------------------------------------------------------- | ----------------------------------------------------------------------------------------- | ----------------------------------------------------------------------------------------- | ----------------------------------------------------------------------------------------- | ----------------------------------------------------------------------------------------- | ----------------------------------------------------------------------------------------- |
| Temp. máx. media (°C)                                                                     | 14.8                                                                                      | 16.4                                                                                      | 19.7                                                                                      | 24.6                                                                                      | 28                                                                                        | 31.1                                                                                      | 32.8                                                                                      | 32.2                                                                                      | 29.8                                                                                      | 25.3                                                                                      | 20.1                                                                                      | 15.8                                                                                      | 24.2                                                                                      |
| Temp. media (°C)                                                                          | 8.8                                                                                       | 10.1                                                                                      | 13.2                                                                                      | 18                                                                                        | 22.1                                                                                      | 25.7                                                                                      | 27.7                                                                                      | 27.3                                                                                      | 24.7                                                                                      | 19.2                                                                                      | 13.6                                                                                      | 10.1                                                                                      | 18.4                                                                                      |
| Temp. mín. media (°C)                                                                     | 2.8                                                                                       | 3.8                                                                                       | 6.7                                                                                       | 11.5                                                                                      | 16.2                                                                                      | 20.4                                                                                      | 22.5                                                                                      | 22.3                                                                                      | 19.6                                                                                      | 13.2                                                                                      | 7.1                                                                                       | 4.3                                                                                       | 12.5                                                                                      |
| Precipitación total (mm)                                                                  | 90.2                                                                                      | 90.2                                                                                      | 91.9                                                                                      | 85.1                                                                                      | 85.6                                                                                      | 137.9                                                                                     | 180.1                                                                                     | 176.3                                                                                     | 164.8                                                                                     | 127                                                                                       | 79                                                                                        | 99.8                                                                                      | 1407.9                                                                                    |
| Días de precipitaciones (≥ 0.2 mm)                                                        | 0.0                                                                                       | 0.0                                                                                       | 0.0                                                                                       | 0.0                                                                                       | 0.0                                                                                       | 0.0                                                                                       | 0.0                                                                                       | 0.0                                                                                       | 0.0                                                                                       | 0.0                                                                                       | 0.0                                                                                       | 0.0                                                                                       | 0.0                                                                                       |
| Fuente: NOAA                                                                              |                                                                                           |                                                                                           |                                                                                           |                                                                                           |                                                                                           |                                                                                           |                                                                                           |                                                                                           |                                                                                           |                                                                                           |                                                                                           |                                                                                           |                                                                                           |

## Demografía
En el 2000 la renta per cápita promedia del hogar era de $29.424, y el ingreso promedio para una familia era de $34.747. El ingreso per cápita para la localidad era de $14.568. En 2000 los hombres tenían un ingreso per cápita de $27.545 contra $19.000 para las mujeres. Alrededor del 34.90% de la población estaba bajo el umbral de pobreza nacional. 

### Localidades adyacentes
El siguiente diagrama muestra a las localidades en un radio de 36 kilómetros (22,4 mi) de Georgetown.